# Jenő Hámori
Jenő Hámori   (Győr, 27 d'agost de 1933) és un tirador d'esgrima hongarès, posteriorment nacionalitzat estatunidenc, especialista en sabre, que va competir durant les dècades de 1950 i 1960.
El 1956 va prendre part en els Jocs Olímpics d'Estiu de Melbourne, on guanyà la medalla d'or en la competició de sabre per equips del programa d'esgrima. Durant els Jocs va tenir lloc la revolució hongaresa i Hámori, com molts altres esportistes hongaresos, va decidir desertar i no tornar a Hongria. S'instal·là als Estats Units, on continua la seva carrera esportiva. Guanyà dos campionats nacionals de sabre, el 1960 i 1963, i el 1964 va representar el nou país d'acollida als Jocs de Tòquio, on quedà eliminat en sèries de les dues proves que disputà.
En el seu palmarès també destaca una medalla d'or al Campionat del Món d'esgrima de 1955.